# Škoda 120

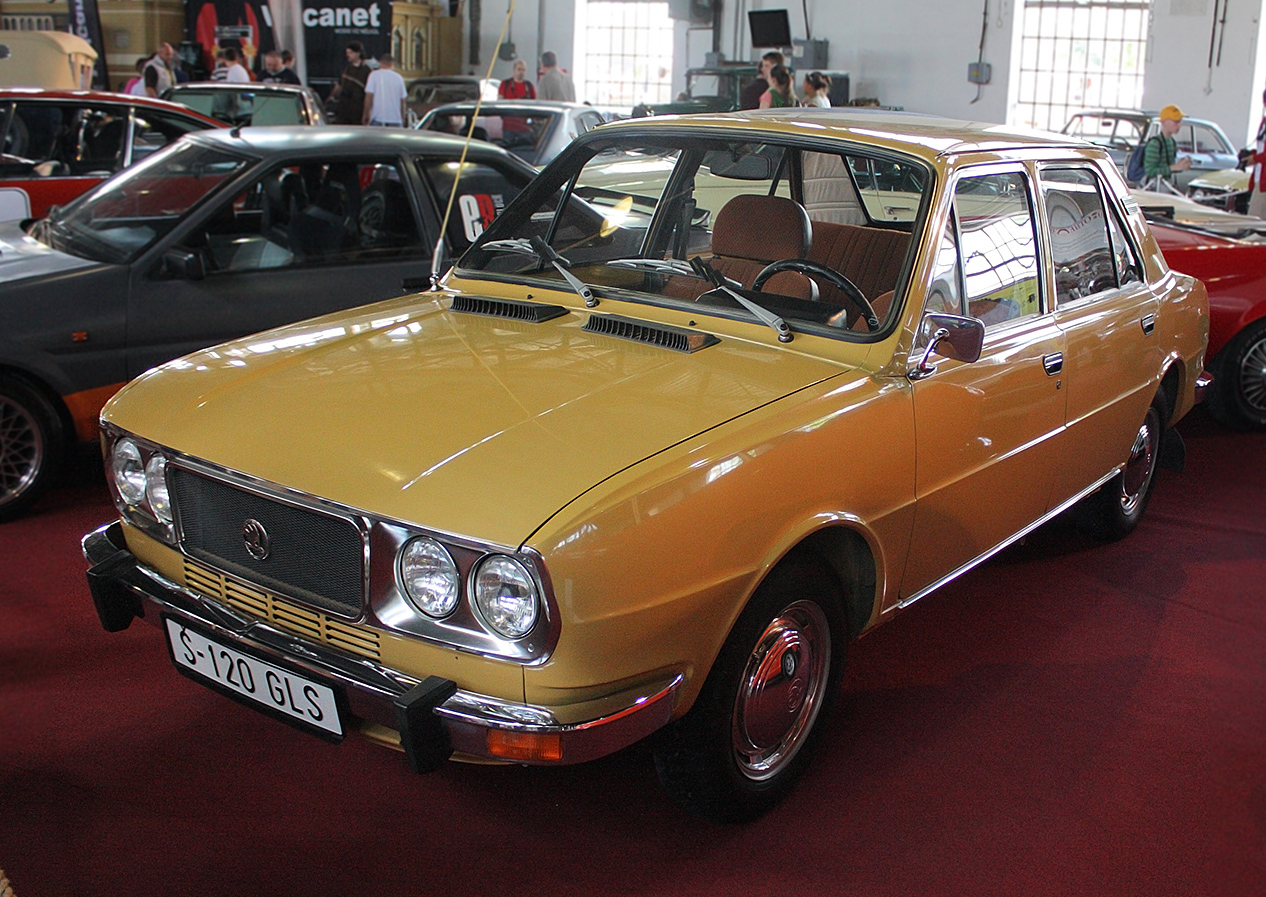
Škoda 120 GLS modelo 1978

O Škoda 105, Škoda 120 e Škoda 125 são três variações de um automóvel com motor traseiro e tração traseira que foi produzido pela fabricante de automóveis tchecoslovaca AZNP em Mladá Boleslav, Tchecoslováquia, entre 1976 e 1990. Os motores eram 1,05 e 1,2 litros, respectivamente.
A gama teve um facelift em 1984 com um design revisto e melhorias no motor, juntamente com a introdução de uma nova versão de 1,3 litros conhecida como Škoda 130. Os modelos relacionados seguiram-se em 1987 com o Škoda 130/135/136.
Todos os modelos 105/120/125 e 130 eram conhecidos por sua referência interna Škoda como Tipo 742, e os modelos 135 e 136 posteriores como Tipo 746. No Reino Unido, os modelos 105/120 eram conhecidos como Super Estelle até 1984, quando o modelos com facelift eram chamados de Estelle Two.

## Projeto inicial
No início da década de 1970, a Škoda pretendia originalmente produzir o seu sucessor do S100/110 como um modelo com motor dianteiro e tração dianteira. No entanto, devido à falta de financiamento (a Škoda até solicitou licença em Moscou para produzir seu novo carro com motor dianteiro e tração dianteira), a licença foi recusada à Škoda e foi forçada a atualizar o anterior sedã S100/110 modelos. A principal razão pela qual a Škoda não obteve licença para produzir o seu novo carro foi porque este poderia ter sido mais moderno do que os carros da União Soviética. Naquela época, a maioria dos carros da União Soviética tinha um motor dianteiro acionando as rodas traseiras ou um motor traseiro acionando as rodas traseiras. Havia até um protótipo do Škoda 105/120 com motor dianteiro e tração dianteira, que parecia quase idêntico ao de motor traseiro.

## Introdução

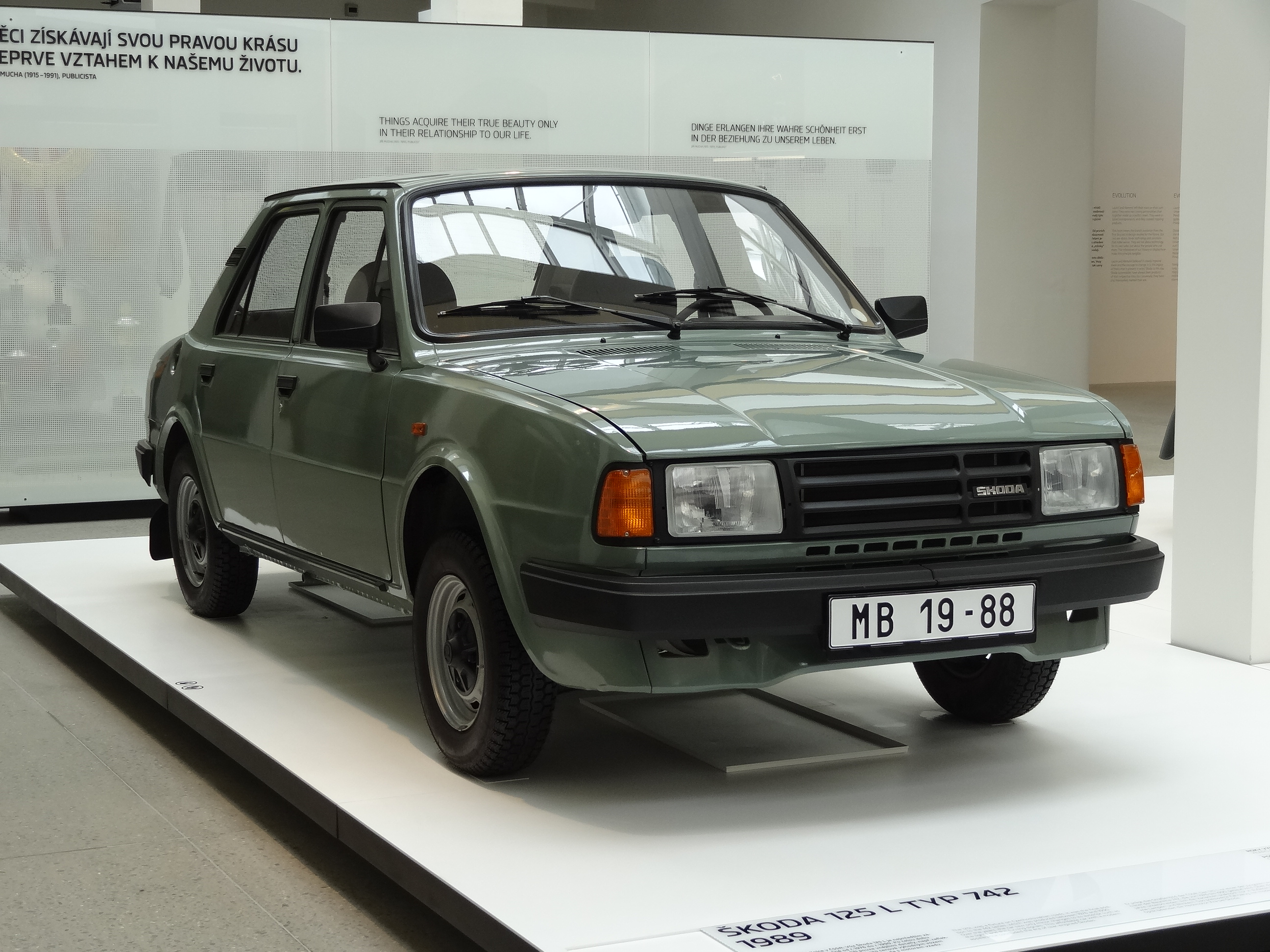
Škoda 125 com facelift

O Škoda 105/120 entrou em produção em agosto de 1976. Apesar de ser basicamente igual ao anterior S100/110 sob a pele, os novos carros apresentavam muitas melhorias, como um radiador montado na frente com ventilador termostático. A unidade de aquecimento estava agora dentro do painel e o tanque de combustível estava agora embaixo do banco traseiro. Todos os modelos tinham praticamente as mesmas especificações mecânicas dos modelos anteriores, com caixa de câmbio de 4 velocidades, suspensão independente na frente, direção sem-fim e suspensão traseira com eixo oscilante. Uma característica interessante encontrada no 105/120 foi o capô com dobradiça lateral, que se abria como o topo de um piano de concerto.
O Škoda 105/120 estava inicialmente disponível em três modelos com a opção de dois motores: o 105 S e o 105 L eram movidos pelo motor de 1046 cc (44 cv (33 kW; 45 cv)), enquanto o 120 L era movido pelo motor de 1174 cc (49 cv (37 kW; 50 cv)). Os modelos 120 LS e 120 GLS, que tinham o motor mais potente de 1174 cc (54 cv (40 kW; 55 cv)) e níveis de equipamento mais elevados, juntaram-se à linha em 1977 e 1978, respectivamente.
Até 1979, tanto o 105 quanto o 120 eram equipados com rodas de 14", com pneus 155 SR 14, assim como seus antecessores, S100 e 1000 MB, mas desde 1979, devido ao aumento da bitola, ambos os modelos passaram a ter rodas de 13" com 165 SR 13 para as versões 105 S/L/GL e 120L/LS, e as versões GLS foram equipadas com 175/70 R13. Esta atualização foi feita para melhorar o manuseio em estrada, estabilidade, desempenho e consumo de combustível.

## Críticas iniciais
Os carros foram inicialmente criticados por seu manuseio imprevisível "no limite", mas é improvável que a maioria dos motoristas notasse algo desagradável em condições normais. Os carros continuaram a vencer a sua classe com uma regularidade monótona em ralis internacionais e tornaram-se cada vez mais populares entre os condutores preocupados com o orçamento em toda a Europa. A localização do radiador na frente do carro tinha a vantagem de arrefecer o motor de forma muito mais eficiente na autoestrada. No entanto, por ser muito mais complexo do que nos modelos anteriores, o sistema de refrigeração era muito sujeito a bloqueios de ar, o que muitas vezes levava ao superaquecimento e até mesmo à falha da junta do cabeçote.

## Melhorias

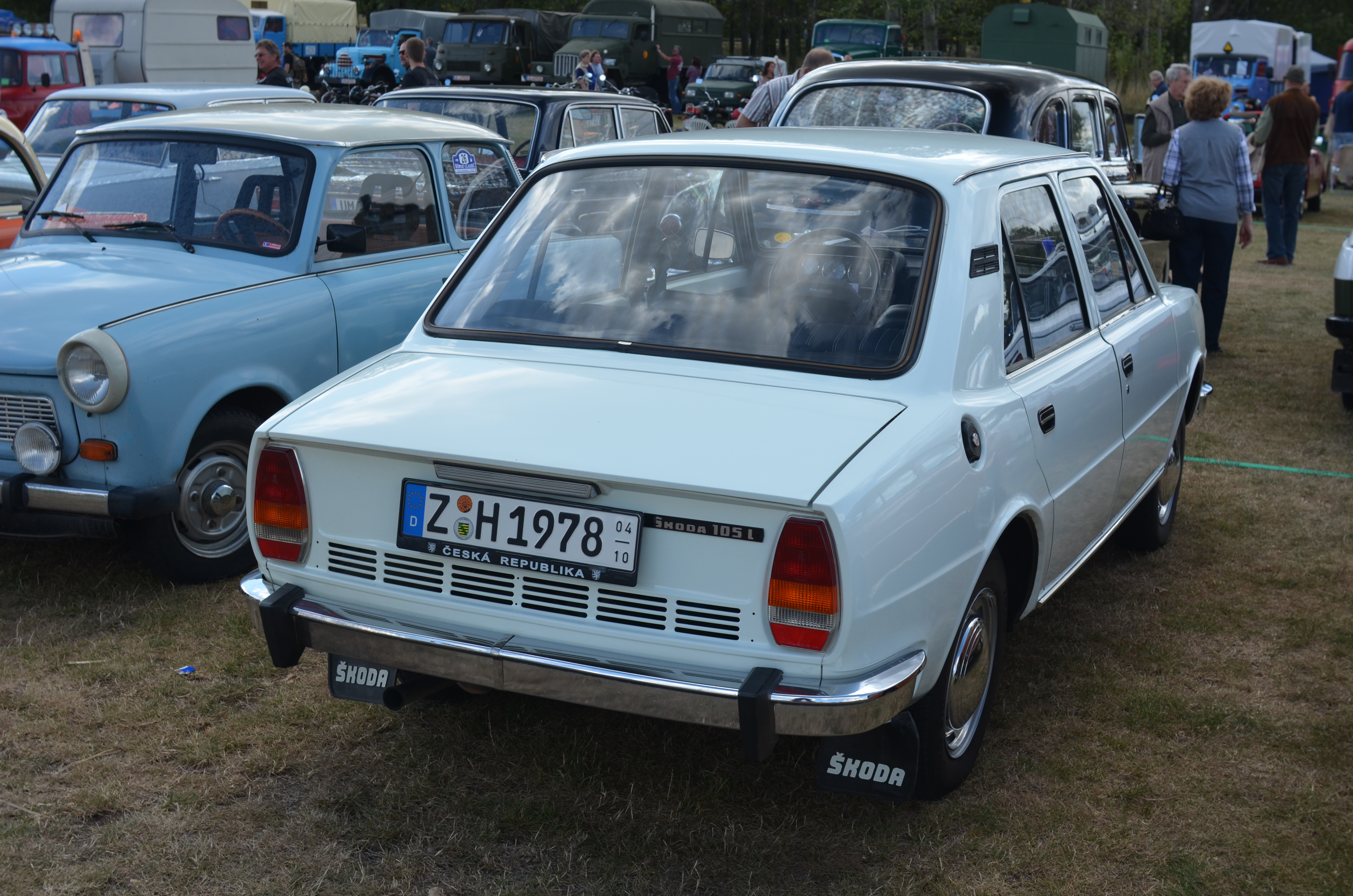
Škoda 105 L modelo 1978, vista traseira

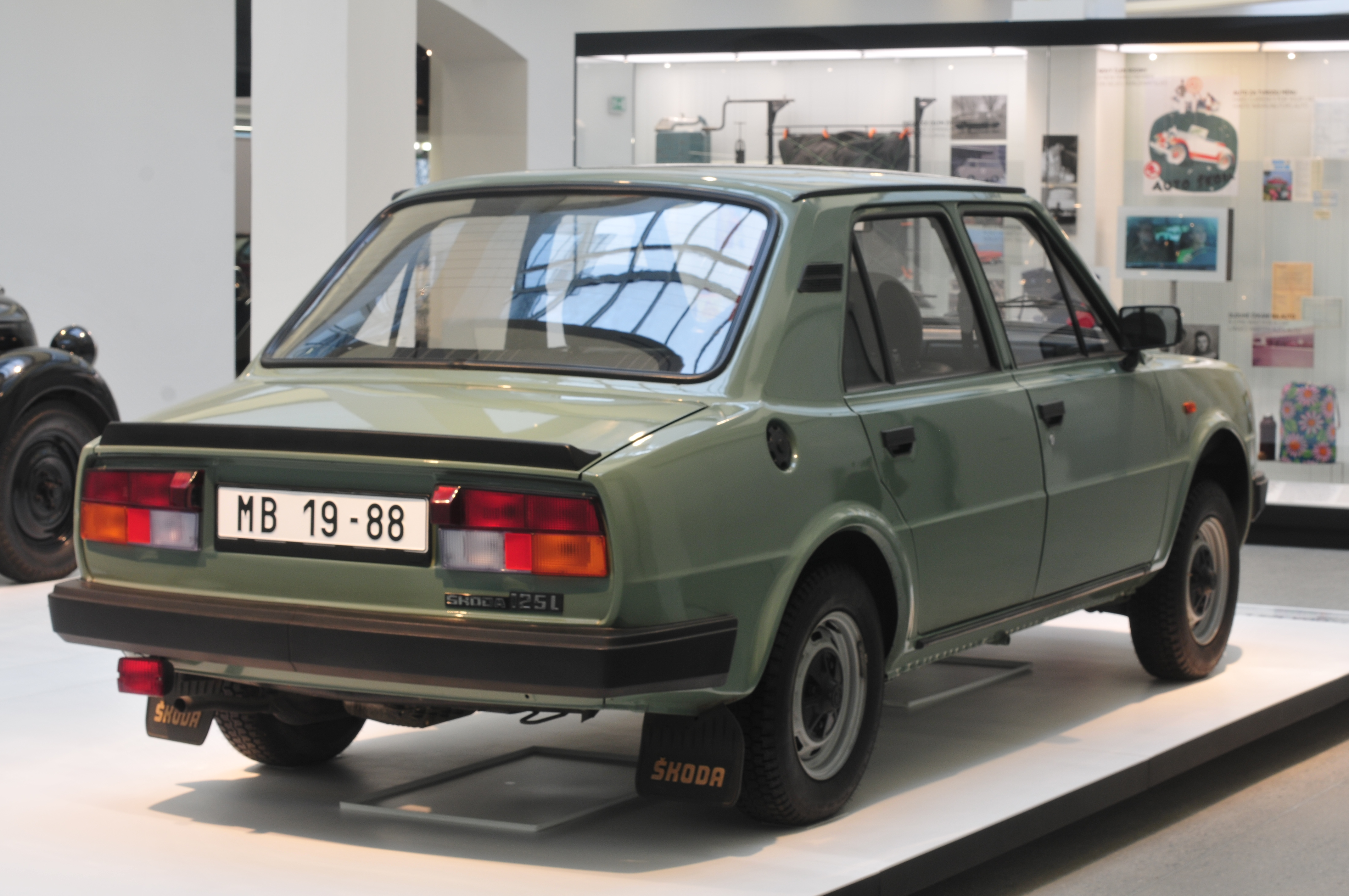
Škoda 125 L com facelift, vista traseira

A linha 105/120 existente foi unida ao 120 LS em 1977. Tinha uma versão mais potente de 54 cv do motor de 1174 cc do 120 L, bem como um nível de equipamento superior. Abril de 1978 viu a chegada do 120 GLS de alta especificação, bem como do modelo 120 padrão.
Em março de 1981, o 105 GL foi adicionado à programação. Era mecanicamente idêntico aos modelos 105 S e 105 L existentes, mas apresentava as especificações de equipamento do modelo 120 GLS. Tanto o 105 GL quanto o 120 GLS receberam pára-choques pretos e lanternas traseiras horizontais.
Em novembro de 1981, a linha foi complementada por um atraente cupê Škoda Garde, equipado com o motor de 1174 cc, 54 cv (40 kW; 55 cv) dos modelos 120 LS e 120 GLS Saloon. Isso melhorou muito a suspensão traseira do braço semi-reboque e abriu o caminho para os modelos 130-136 do final dos anos 1980. O cupê posterior Škoda Rapid foi uma versão com facelift do Škoda Garde.
Em novembro de 1982, o 105 SP e o 120 LE foram adicionados à linha. O 105 SP é essencialmente uma versão comercial do 105 S, sem bancos traseiros e sem vidro, apenas metal sólido nas portas traseiras; estava disponível apenas na Tchecoslováquia, às vezes usado para entrega postal. O 120 LE era idêntico ao 120 L, mas com uma relação de marcha superior modificada para melhorar a economia de combustível (daí 'E' de Econômico).
Os modelos Škoda 130 surgiram em 1984 e introduziram muitas melhorias na gama 105/120 existente. Os primeiros modelos Škoda 130 foram introduzidos em agosto de 1984, logo após os modelos anteriores Škoda 105/120 terem recebido uma leve reformulação. Desenvolvido a partir dos modelos Škoda 105/120 anteriores (alguns dos quais continuaram [ao lado dos modelos Škoda 130] em produção, como o 105S, 105L, 120L, 120GL, 120LS, 120LX e 120GLS), a série 130 usava um novo motor de 1289 cc (que produzia 58 cv (43 kW; 59 cv), e que era apenas uma versão ampliada do motor de 1174 cc usado na série 120); este motor de 1289 cc também foi usado no sucessor do carro, o Škoda Favorit.
Além disso, a suspensão traseira foi agora redesenhada para um layout de braço semi-reboque, e a bitola do carro foi alargada para 55 polegadas (1395 mm). Caixas de câmbio de 5 velocidades e pinças de disco de freio dianteiro de "quatro potenciômetros" foram outras atualizações. Os novos modelos contrariaram as críticas anteriores feitas em alguns setores sobre o manuseio confortável, com a proeminente revista automobilística do Reino Unido "Autocar and Motor" observando em 1988 que o novo modelo 136 Rapid "se comporta como um Porsche 911".
Em 1987, com a introdução do novo Škoda Favorit, a série Škoda 105/120 foi reduzida para apenas 105 L, 105 SP, 120 L e 120 GL. O 125 L (que era idêntico ao 120 L, mas com caixa de 5 velocidades) foi adicionado em outubro de 1988 e foi o modelo final a evoluir da série 105/120.

## Fim da produção
A partir de 1989, a produção da série 105/120 foi gradualmente reduzida à medida que a produção do Škoda Favorit progredia. A produção do 105 SP terminou em julho de 1988, seguida pelo 105 L e 120 GL em janeiro e novembro de 1989. Os 120 L e 125 L (os últimos modelos restantes da série 120/125) foram finalmente descontinuados em janeiro de 1990. Após uma produção de quatorze anos, que incluiu um total de 1.961.295 carros (contando apenas os carros da série Škoda 105/120/125), a produção dos 120 L e 125 L (os últimos modelos restantes da série Škoda 120/125 ) terminou em janeiro de 1990.
Em 5 de outubro de 2004, uma pesquisa realizada pela AUTOSALON revelou que entre os 3.706.012 carros registrados na República Tcheca, 1.780.124 eram Škodas. Com 305.726 carros, o Škoda 120 foi o maior modelo representado, enquanto havia 216.857 carros Škoda 105, o que fez desse modelo o quarto carro Škoda mais comum.

## Modelo por modelo

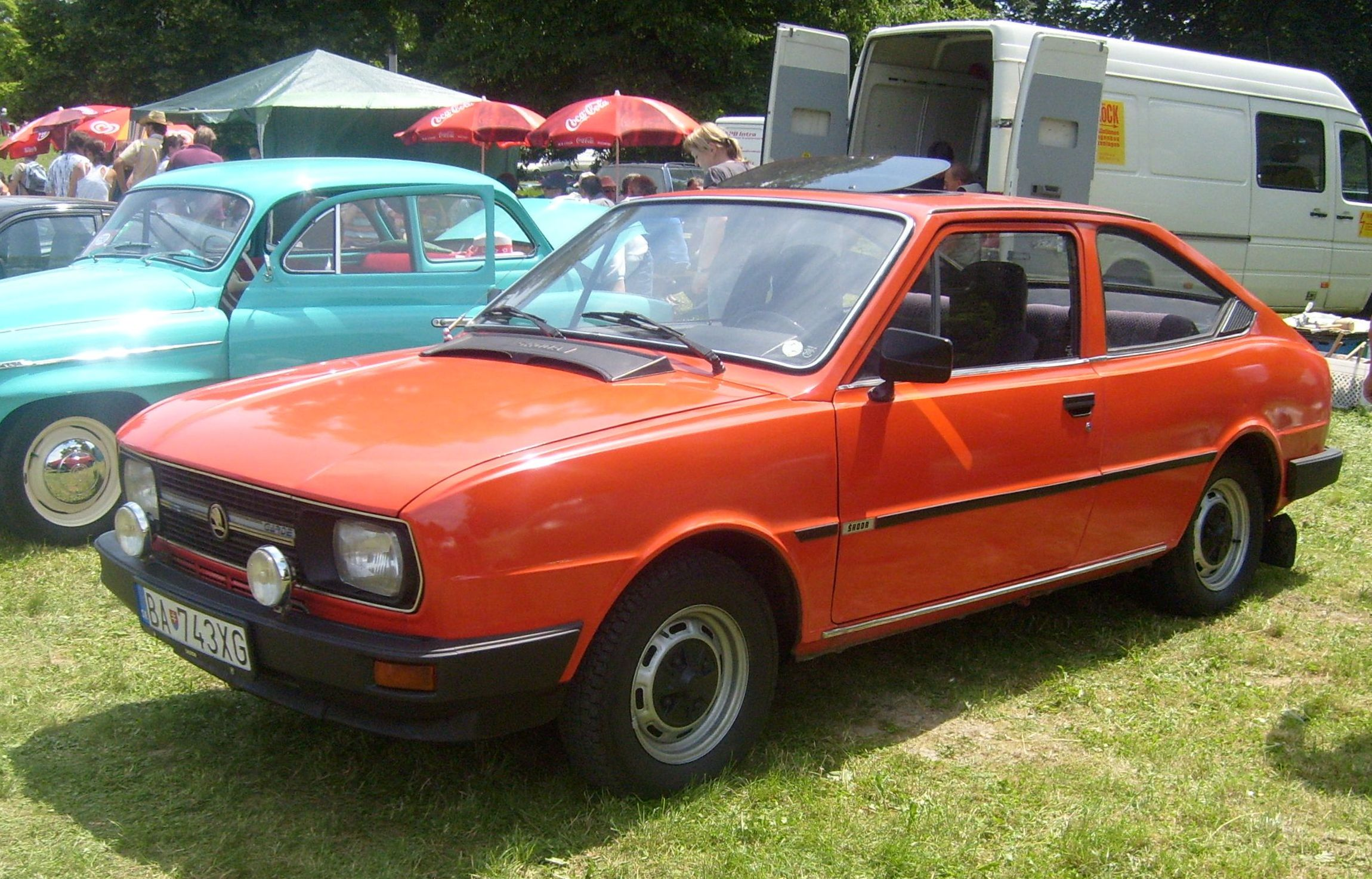
Škoda Garde

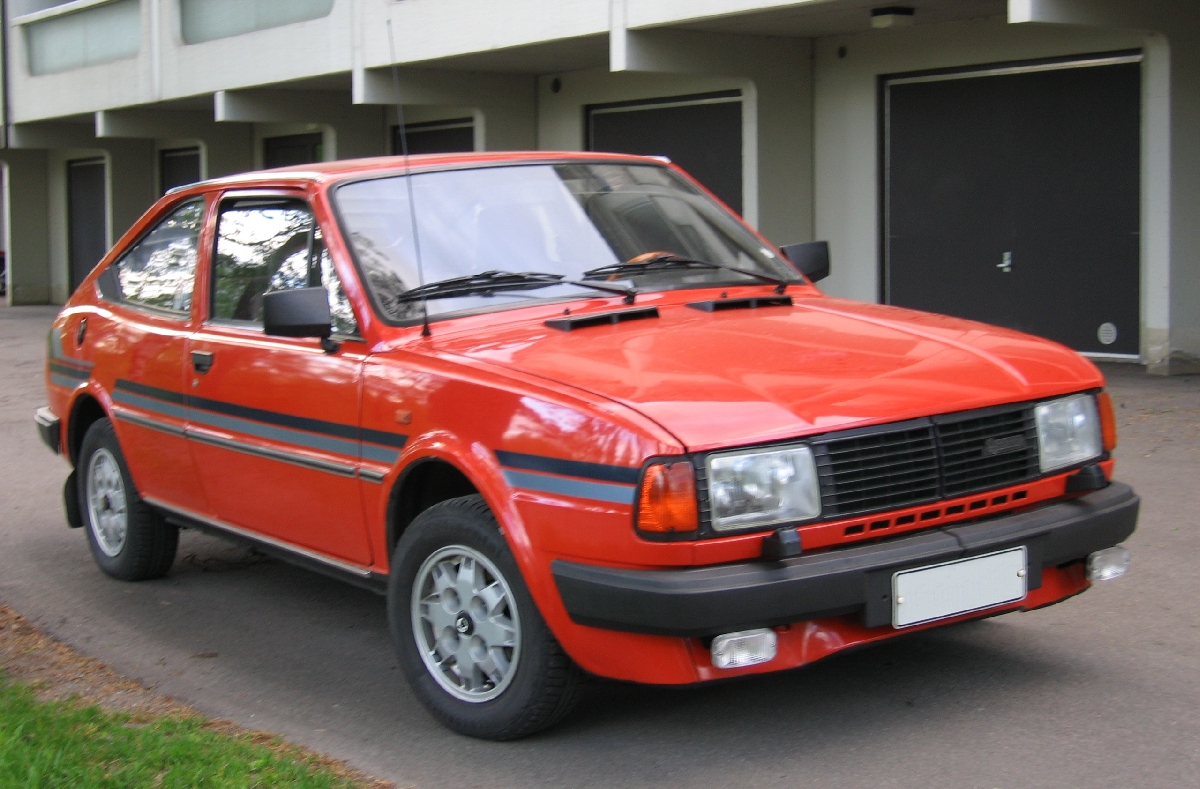
Škoda Rapid

| MODELO        | TIPO    | PRODUZIDO | MOTOR       | DIÂMETRO | POTÊNCIA        | TRANSMISSÃO                                                             |
| Škoda 105 S   | 742.10  | 1976–1986 | 1046 ccm I4 | 68/72mm  | 33,1 kW (44 hp) | Manual de 4 velocidades                                                 |
| Škoda 105 L   | 742.10  | 1976–1988 | 1046 ccm I4 | 68/72mm  | 33,1 kW (44 hp) | Manual de 4 velocidades                                                 |
| Škoda 105 GL  | 742.10  | 1981–1983 | 1046 ccm I4 | 68/72mm  | 33,1 kW (44 hp) | Manual de 4 velocidades                                                 |
| Škoda 105 SP  | 742.10  | 1982–1988 | 1046 ccm I4 | 68/72mm  | 33,1 kW (44 hp) | Manual de 4 velocidades                                                 |
| Škoda 120     | 742.12  | 1978–1983 | 1174 ccm I4 | 72/72mm  | 36,7 kW (49 hp) | Manual de 4 velocidades                                                 |
| Škoda 120 L   | 742.12  | 1976–1990 | 1174 ccm I4 | 72/72mm  | 36,7 kW (49 hp) | Manual de 4 velocidades                                                 |
| Škoda 120 LE  | 742.12  | 1982–1983 | 1174 ccm I4 | 72/72mm  | 36,7 kW (49 hp) | Manual de 4 velocidades                                                 |
| Škoda 120 GL  | 742.12  | 1984–1989 | 1174 ccm I4 | 72/72mm  | 36,7 kW (49 hp) | Manual de 4 velocidades                                                 |
| Škoda 120 LS  | 742.12X | 1976–1987 | 1174 ccm I4 | 72/72mm  | 40,5 kW (54 hp) | Manual de 4 velocidades                                                 |
| Škoda 120 LX  | 742.12X | 1984–1987 | 1174 ccm I4 | 72/72mm  | 40,5 kW (54 hp) | Manual de 5 velocidades                                                 |
| Škoda 120 GLS | 742.12X | 1976–1987 | 1174 ccm I4 | 72/72mm  | 40,5 kW (54 hp) | Manual de 4 velocidades (1976-1984) Manual de 5 velocidades (1984-1987) |
| Škoda Garde   | 743.12X | 1981–1984 | 1174 ccm I4 | 72/72mm  | 40,5 kW (54 hp) | Manual de 4 velocidades                                                 |
| Škoda Rapid   | 743.12X | 1984–1990 | 1174 ccm I4 | 72/72mm  | 40,5 kW (54 hp) | Manual de 5 velocidades                                                 |
| Škoda 125 L   | 742.12X | 1988–1990 | 1174 ccm I4 | 72/72mm  | 40,5 kW (54 hp) | Manual de 5 velocidades                                                 |